# Coublevie
 Coublevie  es una población y comuna francesa, en la región de Ródano-Alpes, departamento de Isère, en el distrito de Grenoble y cantón de Voiron.

## Demografía
| 2080 | 2461 | 2835 | 3100 | 3335 | 3743 | 4426 |
| Para los censos de 1962 a 1999 la población legal corresponde a la población sin duplicidades (Fuente: INSEE [Consultar]) |      |      |      |      |      |      |